# Wegkapelle (Scheuerhof)

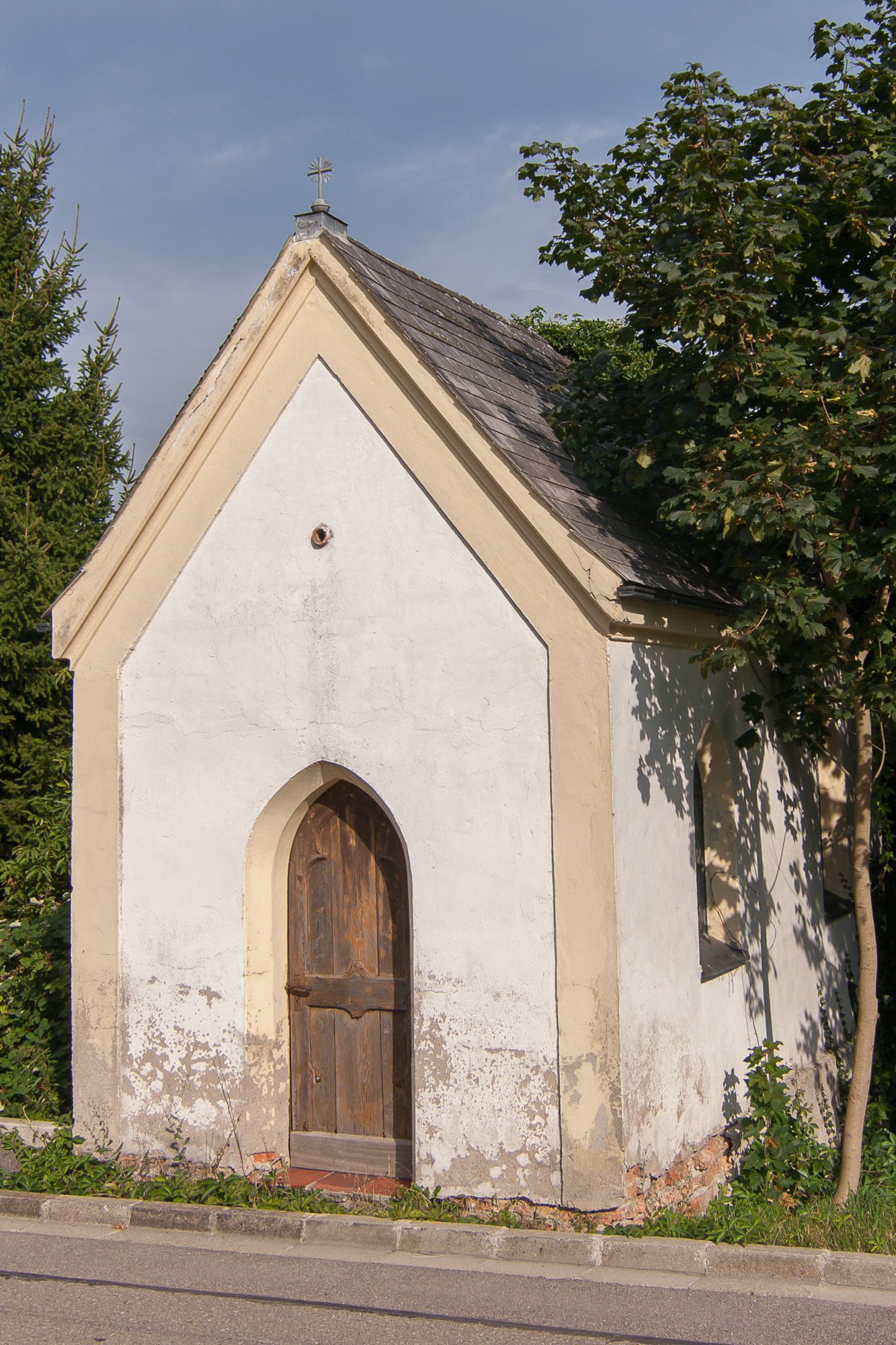
Wegkapelle in Scheuerhof (2013)

Die Wegkapelle in Scheuerhof, einem Ortsteil der Stadt Geisenfeld im oberbayerischen Landkreis Pfaffenhofen an der Ilm, wurde 1845 anlässlich eines Unfalls von der Familie des anliegenden Hofes errichtet. Die Wegkapelle gehört zu den geschützten Baudenkmälern in Bayern.
Der verputzte Satteldachbau mit dreiseitigem Schluss wurde im Stil der Neugotik errichtet. Im Inneren ist ein barockes Altärchen mit Säulen und einem Bild der Maria Immaculata von Josephus Grabmair vorhanden.